# Castelo de Maxey
O Castelo de Maxey foi uma mansão medieval fortificada em Maxey, Cambridgeshire, na Inglaterra.

## Detalhes
O Castelo de Maxey foi construído por volta de 1370 por William Thorpe perto da vila de Maxey. O castelo tinha um fosso duplo, com uma torre de menagem central dentro de uma muralha com torres de canto.
Hoje, apenas os restos parciais dos fossos sobrevivem do castelo, que foram classificados como monumentos.